# Příběh Adély H.
Příběh Adély H. (v originále L'Histoire d'Adèle H.) je francouzský životopisný film Françoise Truffauta z roku 1975, který natočil podle románu Le Journal d'Adèle Hugo. Snímek měl světovou premiéru na filmovém festivalu v San Sebastianu dne 19. září 1975.

## Děj
V roce 1863 uprostřed americké občanské války byli britští vojáci v Halifaxu v Novém Skotsku připraveni zasáhnout, pokud by se Spojené království zapojilo po boku Jižní konfederace. Adéla, která je dcerou Victora Huga, sem připlouvá na lodi z Evropy a ubytuje se u staré dámy Saundersové. Vystupuje pod falešnou identitou jako manželka doktora Lenormanda z Paříže.
Adéla hledá v Halifaxu poručíka Alberta Pinsona, kterého velmi miluje. Díky manželovi paní Saundersové, který je bývalý voják, se Albertovi podaří doručit její dopis. Albert se v penzionu setká s Adélou, ale setkání nedopadne dobře. Voják mluví o jejich lásce v minulém čase a žádá Adélu, aby se vrátila ke své rodině na Guernsey s tím, že otec mladé dívky by s jejich sňatkem nesouhlasil. Zamilovaná Adéla odmítá, aby se jejich cesty rozdělily.
Albert se stýká s jinou ženou. Adéla to zjistí, ale neztrácí naději. Napíše svým rodičům. Knihkupec Whistler, který jí prodává psací potřeby, se do mladé ženy zamiluje, ale ona jeho city neopětuje.
Spisovatel pošle své dceři dopis, ve kterém ji informuje o souhlasu rodiny se sňatkem s Albertem. Především ji žádá, aby se co nejdříve vrátila na Guernsey. Adéla předloží dopis Albertovi, ale ten sňatek odmítá.
Adéla odmítá čelit realitě. Píše rodičům, že manželství bylo uzavřeno. Zprávy se dostaly až k britskému velení v Halifaxu. Albert sňatek popírá, což se dozvědí Adélini rodiče.
Mladá žena je zoufalá. Plánuje najmout hypnotizéra, aby přiměl Alberta, aby si ji vzal, ale zjistí, že muž je podvodník. Později se dozví o Albertově svatbě s Agnès Johnstone, dcerou soudce z Halifaxu. Jde k Johnstoneovým a řekne otci nevěsty, že Albert Pinson je již její manžel, se kterým čeká dítě. Lež je však neúčinná.
Adéla se odmítá vrátit ke své rodině navzdory prosbám svého otce a nemoci své matky, která krátce nato umírá. Pluk poručíka Pinsona je poté poslán na Barbados. Adéla tam odjíždí též. Upadla do šílenství a bídy a před chudobou ji zachránila madame Baa, která se jí ujala. Dozví se, že Adéla je dcerou Victora Huga a kontaktuje spisovatele, aby zorganizoval její repatriaci do Francie.

## Obsazení
| Isabelle Adjaniová | Adèle Hugo         |
| Bruce Robinson     | Albert Pinson      |
| Sylvia Marriott    | paní Saundersová   |
| Joseph Blatchley   | knihkupec Whistler |
| Ivry Gitlis        | hypnotizér         |
| Ruben Dorey        | pan Saunders       |
| Clive Gillingham   | Keaton             |
| Louise Bourdet     | služka Victor Hugo |
| Cecil de Sausmarez | notář Lenoir       |
| Raymond Falla      | soudce Johnstone   |
| Roger Martin       | doktor Murdock     |

## Ocenění
- Velká cena francouzské kinematografie
- Cena Méliès
- Mezinárodní filmový festival Cartagena: Zvláštní cena kritiků a cena pro nejlepší herečku (Isabelle Adjaniová)
- New York Film Critics Circle: nejlepší herečka (Isabelle Adjaniová), nejlepší scénář (François Truffaut, Jean Gruaulta, Suzanne Schiffman)
- National Board of Review: nejlepší zahraniční film, nejlepší herečka (Isabelle Adjaniová)
- Národní společnost filmových kritiků: nejlepší herečka (Isabelle Adjaniová)
- David di Donatello: nejlepší zahraniční herečka (Isabelle Adjaniová)
- Cena francouzského syndikátu filmových kritiků: nejlepší film
- César: nominace v kategoriích nejlepší herečka (Isabelle Adjaniová), nejlepší režie (François Truffaut), nejlepší výprava (Jean-Pierre Kohut-Svelko)
- Oscar: nominace na nejlepší herečku (Isabelle Adjaniová)